# Студзенице (гмина)
Студзенице (пол. Studzienice) — сельская гмина (волость) в Польше, входит как административная единица в Бытувский повет, Поморское воеводство. Население — 3343 человека (на 2004 год).

## Демография
| Перепись                       | Всего   | Всего | Женщины | Женщины | Мужчины | Мужчины |
| ------------------------------ | ------- | ----- | ------- | ------- | ------- | ------- |
| Единицы                        | человек | %     | человек | %       | человек | %       |
| Население                      | 3343    | 100   | 1632    | 48,8    | 1711    | 51,2    |
| Плотность населения (чел./км²) | 19      | 19    | 9,3     | 9,3     | 9,7     | 9,7     |

## Соседние гмины
1. Гмина Брусы
2. Гмина Бытув
3. Гмина Дземяны
4. Гмина Липница
5. Гмина Липуш
6. Гмина Пархово